# Geza II de Hungría
Geza II (en latín, Geysa II; en húngaro, II. Géza; en croata, Gejza II; en eslovaco, Gejza II; c. 1130-31 de mayo de 1162) fue rey de Hungría y Croacia desde 1141 hasta su muerte. Era el hijo mayor de Bela II «el Ciego» y su esposa, Helena de Rascia. Cuando su padre murió, todavía era niño y comenzó a gobernar bajo la tutela de su madre y su hermano, Belos. Un pretendiente al trono, Boris Kolomanović —que ya había reclamado el trono húngaro durante el reinado de Bela II— capturó temporalmente Presburgo (Bratislava) con la ayuda de mercenarios alemanes a principios de 1146. En represalia, Geza —quien llegó a la mayoría de edad en el mismo año— invadió Austria y encaminó a Enrique II «Jasomirgott», margrave de Austria, en la batalla del Fischa.
Aunque las relaciones germanohúngaras se mantuvieron tensas, no hubo enfrentamientos importantes cuando los cruzados alemanes marcharon por Hungría en junio de 1147. Dos meses más tarde, Luis VII de Francia y sus cruzados llegaron y eran acompañados por Boris Kolomanović quien intentaba aprovechar este viaje para regresar a Hungría. Luis VII rechazó entregar a Boris al rey húngaro, pero evitó que el pretendiente entrara en contacto con sus partidarios en Hungría y lo llevó hasta Constantinopla. Geza se unió a la coalición que Luis VII y Roger II de Sicilia formaron contra Conrado III de Alemania y el emperador bizantino Manuel I Comneno. Los primeros sajones de Transilvania vinieron a Hungría durante el reinado de Geza. Los caballeros de Europa occidental y los guerreros musulmanes de la estepa póntica también se establecieron en ese país en este período. Incluso el rey permitió a sus soldados musulmanes tomar concubinas.
Géza intervino al menos seis veces en los conflictos internos de Kiev en nombre de Iziaslav II, ya sea enviando refuerzos o llevando personalmente a sus tropas al Rus de Kiev entre 1148 y 1155. También libró guerras contra el Imperio bizantino en nombre de su aliados —incluidos los serbios de Rascia—, pero no pudo impedir que los bizantinos restauraran su suzeranía sobre ellos. Surgieron disputas entre Geza y sus hermanos —Esteban y Ladislao—, quienes huyeron de Hungría y se instalaron en la corte del emperador Manuel en Constantinopla. Geza apoyó al emperador teutón Federico I «Barbarroja» en su conflicto con la Liga Lombarda enviándole tropas auxiliares entre 1158 y 1160. Después de que los cardenales que apoyaron a Barbarroja eligieron al papa Víctor IV, Geza reconoció su legitimidad en 1160, pero un año después cambió de bando y firmó un concordato con el oponente de Víctor IV, el papa Alejandro III. Antes de su muerte, Geza creó un ducado infantado independiente para su hijo más joven, Bela.

## Primeros años
Nació en 1130. Fue el primogénito de Bela II «el Ciego» —primo de rey Esteban II— y Helena de Rascia. El padre de Geza fue cegado junto con su padre, Álmos, en los años 1110 por órdenes del padre de Esteban II, el rey Colomán, que quería asegurar la sucesión de su hijo. Cuando Geza nació, sus padres vivían en una propiedad que el rey Esteban II les había concedido en Tolna. El padre de Geza le sucedió en la primavera de 1131. Ese mismo año, la reina Helena llevó a Geza y su hermano menor Ladislao a una asamblea celebrada en Arad, donde ordenó la masacre de sesenta y ocho nobles «por cuyo consejo habían cegado al rey», según la Crónica iluminada  (Chronicon Pictum).

## Reinado

### Regencia (1141-1146)

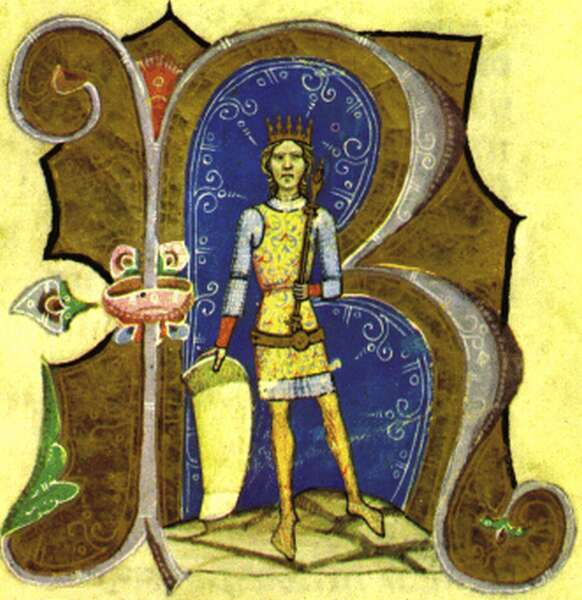
El joven príncipe Geza (miniatura de la Crónica iluminada).

El rey Bela II murió el 13 de febrero de 1141 y Geza lo sucedió sin oposición. A los once años, fue coronado rey el 16 de febrero. Durante su regencia, su madre y su hermano Beloš gobernaron el país en los primeros años de su reinado.
Una de las primeras cartas de Geza, publicada en 1141, aprobó los privilegios de los ciudadanos de Spalato (Split) en Dalmacia. En el documento, Geza usó el estilo «por la Gracia de Dios, rey de Hungría, Dalmacia, Croacia y Rama». Según el historiador Paul Stephenson, las ciudades de Dalmacia central —incluyendo Sebenico (Šibenik) y Tragurio (Trogir)— aceptaron la suzeranía húngara luego de una invasión en c. 1142. Las tropas húngaras ayudaron al príncipe Volodímirko de Hálych —quien fue aliado del padre de Geza contra el pretendiente Boris— cuando el gran príncipe Vsévolod II de Kiev invadió Galitzia en 1144. Aunque los auxiliares húngaros «no tenían utilidad alguna», según el Códice ipatiense, el gran príncipe no pudo ocupar el principado de Volodímirko.
Boris era hijo de Eufemia de Kiev —la segunda esposa del rey Colomán— a quien el monarca la expulsó por adulterio antes del parto. Según el cronista Otón de Frisinga, Boris se acercó a Conrado III de Alemania en busca de ayuda contra Geza a finales de 1145. Por recomendación de Ladislao II de Bohemia, el monarca alemán autorizó a Boris a reunir un ejército de mercenarios en Baviera y Austria. Boris invadió Hungría y tomó la fortaleza de Presburgo (Bratislava). Las fuerzas reales impusieron inmediatamente un bloqueo en el fuerte y convencieron a los mercenarios de Boris de rendirse sin resistencia a cambio de una compensación monetaria.
Los húngaros culparon a Conrado III por el ataque de Boris y decidieron invadir el Sacro Imperio Romano Germánico. Antes de cruzar el río Lajta (Leitha), que marcaba la frontera occidental de Hungría, Géza (de 16 años) se ciñó con una espada en señal de su mayoría de edad. El 11 de septiembre, en la batalla del Fischa, el ejército húngaro al mando de Geza y Belos derrotaron a las tropas alemanas lideradas por Enrique II «Jasomirgott», margrave de Austria.

### Marcha de los cruzados por Hungría (1146-1147)

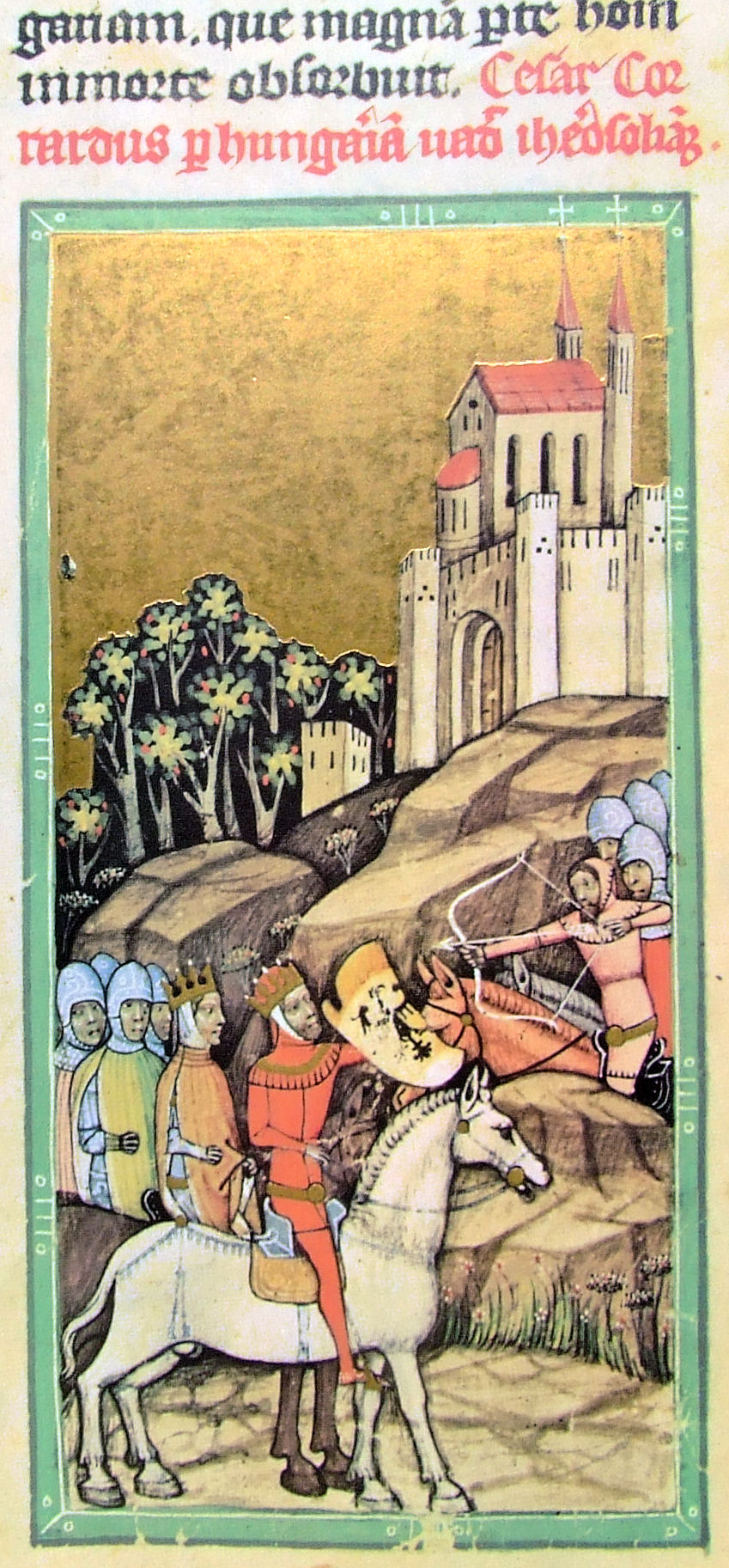
Conrado III y los cruzados alemanes llegan a Hungría (Crónica iluminada).

Geza se casó con Eufrosina —hermana del gran príncipe Iziaslav II de Kiev— en el segundo semestre de 1146. Las relaciones germanohúngaras se mantuvieron tensas mientras Boris trataba de aprovechar la decisión de Conrado III de dirigir una cruzada a Tierra Santa a través de Hungría. Sin embargo, el rey húngaro sabía que «podía conquistar más fácilmente con el oro que con la fuerza, echó mucho dinero a los alemanes y escapó así de un ataque de ellos», según el cronista Odón de Deuil. Los cruzados alemanes marcharon por Hungría sin incidencias importantes en junio de 1147.
La Crónica iluminada relata que algunos nobles húngaros dijeron sobre Boris: «si pudiera entrar en el reino, muchos le tomarían por su señor y, abandonando al rey, se unirían a él». Boris convenció a dos nobles franceses para que le ocultasen entre los cruzados franceses que siguieron a los alemanes hacia Tierra Santa. El rey Luis VII de Francia y sus cruzados llegaron a Hungría en agosto. Geza se enteró de que su rival estaba con los franceses y exigió su extradición. Aunque Luis VII rechazó esta demanda, mantuvo a Boris bajo custodia y «lo sacó de Hungría», según Odón de Deuil. Una vez fuera de Hungría, Boris se estableció en el Imperio bizantino.

### Política exterior activa (1147-1155)
Las disputas entre las potencias europeas condujeron a la formación de dos coaliciones a finales de los años 1140. Una de ellas fue formada por el emperador bizantino Manuel I Comneno y Conrado III contra Roger II de Sicilia, quien había invadido territorios bizantinos. Geza se unió a Roger II y sus aliados, entre ellos el rebelde príncipe alemán Güelfo VI y Uroš II de Rascia. En la primavera de 1148, el rey húngaro envió refuerzos a su cuñado el gran príncipe Iziaslav II contra el príncipe Vladímir de Chernígov. Los serbios de Rascia se rebelaron en 1149, lo que obligó al emperador Manuel I a interrumpir sus preparativos para una incursión al sur de Italia y decidió invadir Rascia en 1149. Según el panegírico del emperador bizantino —Teodoro Pródromo, las fuerzas húngaras apoyaron a los serbios durante la campaña del emperador. El Códice ipatiense dice que Geza se refirió a su guerra contra el emperador Manuel como una excusa por rehusarse a enviar refuerzos a Iziaslav II, quien había sido expulsado de Kiev pro Yuri Dolgoruki, príncipe de Suzdal. Los auxiliares húngaros apoyaron a Iziaslav II para reocupar Kiev a principios de la primavera de 1150, pero en poco tiempo Yuri Dolgoruki volvió a expulsarlo de la ciudad. En otoño, Geza dirigió su ejército contra Volodímirko de Hálych, quien era el aliado cercano de Yuri Dolgoruki. Capturó a Sanok, pero Volodímirko sobornó a los comandantes húngaros, quienes persuadieron al rey a abandonar Galitzia antes de noviembre.
Un «incontable ejército aliado [compuesto] de caballería húngara así como de heterodoxos chalisianos» había apoyado a los serbios en el mismo año, según el contemporáneo Juan Cinnamo, pero el ejército bizantino interceptó a las tropas unidas en el río Tara en septiembre. La victoria bizantina obligó a Uroš II de Rascia a reconocer la suzeranía del emperador. El emperador Manuel I lanzó una campaña de represalia contra Hungría y asoló las tierras entre los ríos Sava y Danubio. Asistido por tropas bizantinas, el pretendiente Boris también irrumpió en Hungría y devastó el valle del río Temes (Timiș). Geza acababa de regresar de Galitzia y no quería «involucrar a la fuerza húngara restante en la destrucción», por lo que demandó la paz. El tratado de paz fue firmado a finales de 1150 o principios de 1151.

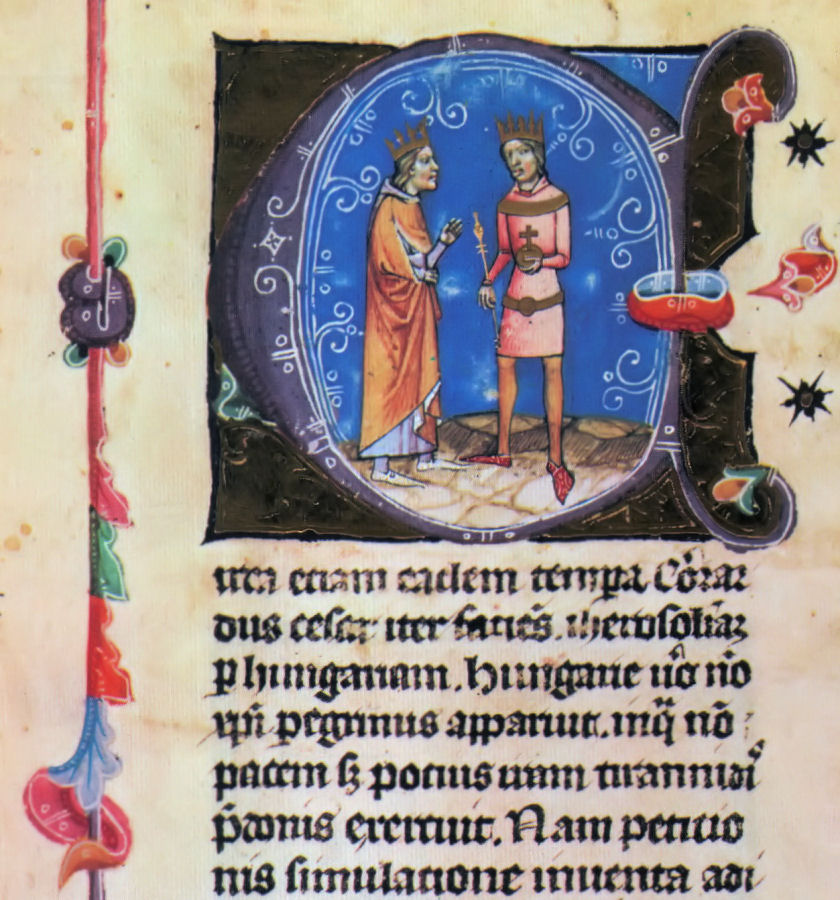
Geza se reúne con el rey Luis VII de Francia durante la segunda Cruzada (Crónica iluminada).

La reunión personal del rey húngaro con Enrique II «Jasomirgott» contribuyó a la normalización de sus tensas relaciones en 1151. Envió refuerzos a Iziaslav II, quien volvió a ocupar Kiev antes de abril de 1151. Tres meses después, Volodímirko de Hálych derrotó a un ejército húngaro que marchaba hacia Kiev. Federico I «Barbarroja» —recién elegido rey de Alemania— exigió el consentimiento de los príncipes teutones para librar la guerra contra Hungría en la dieta imperial de junio de 1152, pero los príncipes denegaron la solicitud «por ciertas razones extañas», según Otón de Frisinga. Geza invadió Galitzia en el verano de 1152 y los ejércitos unidos del rey húngaro e Iziaslav II derrotaron a las tropas de Volodímirko en el río San, lo que obligó a este último a firmar un tratado de paz con Iziaslav II. El papa Eugenio III envió a sus representantes a Hungría para fortalecer la «fe y disciplina» de la Iglesia húngara. Geza prohibió a los enviados papales entrar en el país, lo que demuestra que su relación con la Santa Sede se había deteriorado.
En la primavera de 1153 planeaba invadir Paristrion, una provincia bizantina que limitaba con el Danubio inferior. Según Juan Cinnamo, Geza buscó venganza por la invasión de Manuel I de 1150; por otra parte, el cronista Miguel de Tesalónica escribió que el rey húngaro impidió al emperador bizantino su invasión del sur de Italia. Sin embargo, Manuel I fue informado de los planes de Geza y se dirigió al Danubio. Geza envió a sus representantes al emperador bizantino y un nuevo acuerdo de paz fue firmado en Sardica (Sofía, Bulgaria).  De acuerdo con los términos del tratado, los bizantinos liberaron a sus prisioneros de guerra húngaros, según el testimonio de Abū Hāmid al-Gharnātī, un viajero musulmán de Granada que vivió en Hungría entre 1150 y 1153.
Al-Gharnātī declaró que los países vecinos temían el ataque de Géza, «debido a los muchos ejércitos que tiene a su disposición y su gran coraje». El viajero musulmán observó que el rey empleaba soldados musulmanes que habían sido reclutados entre los pueblos de las estepas de Eurasia. Al-Gharnātī incluso llamó a los soldados hacer «todo lo posible para ir a la yihad» con Geza, «pues así Dios [pondría darles] el mérito de la Guerra Santa en [su] consideración». Geza permitió a sus súbditos musulmanes tomar concubinas, lo que provocó la ira del clero húngaro. También invitó a los caballeros de Europa Occidental (principalmente alemanes) a establecerse en Hungría. Por ejemplo, hizo una concesión de tierra a dos caballeros, llamados Gottfried y Albert, que habían «abandonado su patria» ante su invitación en los años 1150. Algunos años antes, un tal Hezelo de Merkstein vendió su patrimonio en la región de Aquisgrán antes de partir a Hungría, desde donde nunca volvió a su lugar de origen. Según el Diploma Andreanum (Goldener Freibrief der Siebenbürger Sachsen) de 1224 que explicaba los privilegios de los sajones de Transilvania, los primeros miembros de este pueblo fueron invitados por Geza a radicarse en el sur de Transilvania.
El papa Anastasio IV declaró ilegal el gobierno de Geza en Dalmacia en octubre de 1154. El primo del emperador Manuel I, Andrónico I Comneno, que administraba Belgrado, Braničevo y Niš, envió una carta a al rey húngaro en 1154 ofreciéndose entregarle esas ciudades a cambio de su apoyo contra el emperador. Geza envió a sus representantes a Sicilia para firmar una nueva alianza con Guillermo I de Sicilia hacia finales de año, pero este último estaba en medio de un conflicto con sus súbditos rebeldes. Aunque el complot de Andrónico I fue descubierto y resultó capturado, Geza invadió el Imperio bizantino y sitió a Braničevo a finales de 1154. Después de enterarse del encarcelamiento de Andrónico I, Geza cesó el asedio y regresó a Hungría. Un general bizantino —Basilio Tzintziluces— lanzó un ataque contra el ejército húngaro, pero Geza aniquiló a las fuerzas bizantinas antes de regresar a su país. A principios de 1155, los enviados bizantinos y húngaros firmaron un nuevo tratado de paz. En el mismo año, una tropa bizantina expulsó al aliado de Geza —Desa— en Rascia y restauró a Uroš II, que había prometido que no entraría en una alianza con Hungría.

### Últimos años

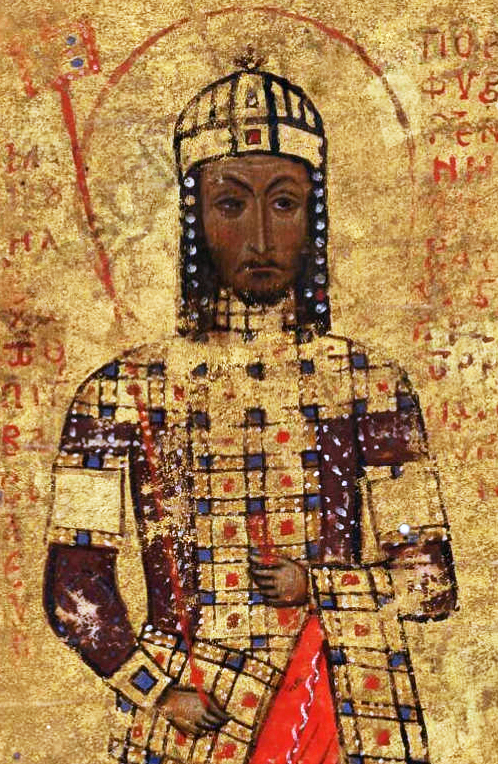
El emperador bizantino Manuel I Comneno fue un importante enemigo de Geza a principios de los años 1150.

El recién coronado emperador teutón Barbaroja, recibió a los enviados de Manuel I en Núremberg en julio de 1156. Los representantes bizantinos propusieron una invasión conjunta de Hungría, pero Barbarroja rechazó su oferta. El 16 de septiembre, Barbarroja —en la carta que anunció la creación del ducado de Austria— estipuló que los duques austríacos tenían la obligación de apoyar a los emperadores alemanes durante una guerra contra Hungría, lo que demuestra que la relación entre Hungría y el Sacro Imperio era todavía tensa. El asesor privado de Barbarroja —Daniel, obispo de Praga— visitó Hungría en el verano de 1157. En esa ocasión, Geza prometió que apoyaría a Barbarroja con tropas auxiliares si el emperador invadía Italia.
Su hermano más joven, Esteban, comenzó a conspirar con su tío Belos y otros señores en su contra, según el cronista casi contemporáneo Rahewin. Para evitar una guerra civil, Geza ordenó por primera vez la persecución de los partidarios de Esteban, luego ordenó que su hermano rebelde fuera expulsado del reino e incluso lo condenado a muerte. Nicetas Choniates también registró que Esteban había sido «obligado a huir de las garras asesinas» de su hermano el rey. El tío de Geza, Belos, no fue mencionado en cartas reales emitidas después de marzo de 1157, lo que sugiere que abandonó Hungría después de esa fecha. Durante el verano de ese año, Esteban huyó al Sacro Imperio Romano Germánico buscando la protección del emperador teutón. A petición de Barbarroja, Geza aceptó que el emperador mediara en su conflicto con Esteban y en enero de 1158 envió a sus representantes a Regensburg. Sin embargo, Barbarroja «decidió aplazar el acuerdo [entre los dos hermanos] a un momento más adecuado» y partió a su campaña contra la Liga Lombarda. Según su promesa anterior, Geza envió una tropa de 500 a 600 arqueros para acompañar al emperador a Italia. Al poco tiempo, Esteban partió hacia el Imperio bizantino y se estableció en Constantinopla, donde se casó con la sobrina de emperador Manuel I, María Comneno. En dos años, se unió a su hermano Ladislao, quien huyó de Hungría c. 1160.
Barbaroja obligó a las ciudades italianas a rendirse en septiembre de 1158. Sin embargo, Milán y Crema se alzaron nuevamente en rebelión abierta contra el Imperio después de que la dieta de Roncaglia ordenó la restauración de los derechos imperiales, incluyendo el privilegio del emperador a cobrar impuestos en las comunas de Italia septentrional. Geza envió a refuerzos al campamento de Barbarroja y prometió enviarle más contra las ciudades rebeldes.
La muerte del papa Adriano IV el 1 de septiembre de 1159 causó un cisma, porque el Colegio Cardenalicio estaba dividido: la mayoría de los cardenales se oponía a las políticas de Barbarroja, pero una minoría lo apoyaba. El primer grupo eligió al papa Alejandro III, pero los partidarios de Barbarroja eligieron a Víctor IV. El emperador Federico convocó un sínodo en Pavía para poner fin al cisma. Geza envió sus representantes al concilio eclesiástico donde Víctor IV fue declarado papa legítimo en febrero de 1160. Sin embargo, el arzobispo de Esztergom —Lucas— siguió leal a Alejandro III y persuadió a Geza a iniciar negociaciones con los representantes de ese pontífice. Geza cambió de bando después de que la mayoría de los monarcas europeos, incluidos los reyes de Sicilia, Inglaterra y Francia, se unieron a Alejandro III. Los representantes húngaron anunciaron su decisión a Alejandro III a principios de 1161, pero Geza informó al emperador en el otoño del mismo año.
Los enviados de Geza y Alejandro III firmaron un concordato en el verano de 1161. De acuerdo con ese tratado, el rey húngaro prometió que no destituiría ni transferiría prelados sin el consentimiento de la Santa Sede; por otra parte, el papa reconoció que ningún legado apostólico sería enviado a Hungría sin el permiso del monarca y los prelados húngaros solo podían apelar a la Santa Sede con el consentimiento del rey. También firmó una tregua por cinco años con el Imperio bizantino. Poco antes de su muerte, Geza concedió Dalmacia, Croacia y otros territorios a su hijo menor, Bela, como duque infantado. Falleció el 31 de mayo de 1162 y fue enterrado en Székesfehérvár.

## Matrimonio y descendencia
La esposa de Géza, Eufrosina, era hija del gran príncipe Mstislav I de Kiev. Sobrevivió a Geza y murió en 1193, aproximadamente.  Su primer hijo, Esteban, nació en el verano de 1147; sucedió a Géza en 1162. El segundo hijo, Bela, nació en 1148; heredó Hungría después de la muerte de Esteban III en 1172. El tercer hijo y con el mismo nombre, Geza, nació en los años 1150. El hijo menor de Géza y Eufrosina, Árpád, no sobrevivió a la infancia. La hija mayor, Isabel, se comprometió con Federico I de Bohemia, quien era heredero a Ladislao II de Bohemia en 1157. La segunda hija, Odola, se casó con el hijo más joven Ladislao II de Bohemia, Sviatopluk, en 1164. La tercera hija, Helena, se convirtió en la esposa de Leopoldo V de Austria en 1174.

## Ancestros
| \| \| \| \| \| \| \| \| \| \| \| \| \| \| \| \| \| \| \| \| 16. Bela I de Hungría \| \| \| \| \| \| \| \| \| \| \| \| \| \| \| \| \| \| \| \| \| \| \| \| \| \| \| \| \| \| \| \| \| \| \| \| \| \| \| \| \| \| \| \| \| \| \| \| \| \| \| \| \| \| 8. Geza I de Hungría \| \| \| \| \| \| \| \| \| \| \| \| \| \| \| \| \| \| \| \| \| \| \| \| \| \| \| \| \| \| \| \| \| \| \| \| \| \| \| \| \| \| \| \| \| \| \| \| \| \| \| \| \| \| 17. Riquilda (Adelaida) de Polonia \| \| \| \| \| \| \| \| \| \| \| \| \| \| \| \| \| \| \| \| \| \| \| \| \| \| \| \| \| \| \| \| \| \| \| \| \| \| \| \| \| \| \| \| \| \| \| \| \| \| \| \| \| \| 4. Álmos «el Ciego» \| \| \| \| \| \| \| \| \| \| \| \| \| \| \| \| \| \| \| \| \| \| \| \| \| \| \| \| \| \| \| \| \| \| \| \| \| \| \| \| \| \| \| \| \| \| \| \| \| \| \| \| \| \| 9. Sofía \| \| \| \| \| \| \| \| \| \| \| \| \| \| \| \| \| \| \| \| \| \| \| \| \| \| \| \| \| \| \| \| \| \| \| \| \| \| \| \| \| \| \| \| \| \| \| \| \| \| \| \| \| \| 2. Bela II de Hungría \| \| \| \| \| \| \| \| \| \| \| \| \| \| \| \| \| \| \| \| \| \| \| \| \| \| \| \| \| \| \| \| \| \| \| \| \| \| \| \| \| \| \| \| \| \| \| \| \| \| \| \| \| \| 20. Iziaslav I de Kiev \| \| \| \| \| \| \| \| \| \| \| \| \| \| \| \| \| \| \| \| \| \| \| \| \| \| \| \| \| \| \| \| \| \| \| \| \| \| \| \| \| \| \| \| \| \| \| \| \| \| \| \| \| \| 10. Sviatopolk II de Kiev \| \| \| \| \| \| \| \| \| \| \| \| \| \| \| \| \| \| \| \| \| \| \| \| \| \| \| \| \| \| \| \| \| \| \| \| \| \| \| \| \| \| \| \| \| \| \| \| \| \| \| \| \| \| 5. Predslava de Kiev \| \| \| \| \| \| \| \| \| \| \| \| \| \| \| \| \| \| \| \| \| \| \| \| \| \| \| \| \| \| \| \| \| \| \| \| \| \| \| \| \| \| \| \| \| \| \| \| \| \| \| \| \| \| 1. Geza II de Hungría \| \| \| \| \| \| \| \| \| \| \| \| \| \| \| \| \| \| \| \| \| \| \| \| \| \| \| \| \| \| \| \| \| \| \| \| \| \| \| \| \| \| \| \| \| \| \| \| \| \| \| \| \| \| 12. Marco Vucanović \| \| \| \| \| \| \| \| \| \| \| \| \| \| \| \| \| \| \| \| \| \| \| \| \| \| \| \| \| \| \| \| \| \| \| \| \| \| \| \| \| \| \| \| \| \| \| \| \| \| \| \| \| \| 6. Uroš I de Serbia \| \| \| \| \| \| \| \| \| \| \| \| \| \| \| \| \| \| \| \| \| \| \| \| \| \| \| \| \| \| \| \| \| \| \| \| \| \| \| \| \| \| \| \| \| \| \| \| \| \| \| \| \| \| 3. Helena de Rascia \| \| \| \| \| \| \| \| \| \| \| \| \| \| \| \| \| \| \| \| \| \| \| \| \| \| \| \| \| \| \| \| \| \| \| \| \| \| \| \| \| \| \| \| \| \| \| \| \| \| \| \| \| \| 14. Constantino Diógenes \| \| \| \| \| \| \| \| \| \| \| \| \| \| \| \| \| \| \| \| \| \| \| \| \| \| \| \| \| \| \| \| \| \| \| \| \| \| \| \| \| \| \| \| \| \| \| \| \| \| \| \| \| \| 7. Anna Diogenisa \| \| \| \| \| \| \| \| \| \| \| \| \| \| \| \| \| \| \| \| \| \| \| \| \| \| \| \| \| \| \| \| \| \| \| \| \| \| \| \| \| \| \| \| \| \| \| \| \| \| \| \| \| \| 15. Teodora Comnena \| \| \| \| \| \| \| \| \| \| \| \| \| \| \| \| \| \| \| \| \| \| \| \| \| \| \| \| \| \| \| \| \| \| \| \| \| \| \| \| \| \| \| \| \| \| \| \| \| \| \| \| |                                    |  |  |  |  |  |  |  |  |  |  |  |  |  |  |  |
| |                                    |  |  |  |  |  |  |  |  |  |  |  |  |  |  |  |
| | 16. Bela I de Hungría              |  |  |  |  |  |  |  |  |  |  |  |  |  |  |  |
| |                                    |  |  |  |  |  |  |  |  |  |  |  |  |  |  |  |
| |                                    |  |  |  |  |  |  |  |  |  |  |  |  |  |  |  |
| | 8. Geza I de Hungría               |  |  |  |  |  |  |  |  |  |  |  |  |  |  |  |
| |                                    |  |  |  |  |  |  |  |  |  |  |  |  |  |  |  |
| |                                    |  |  |  |  |  |  |  |  |  |  |  |  |  |  |  |
| | 17. Riquilda (Adelaida) de Polonia |  |  |  |  |  |  |  |  |  |  |  |  |  |  |  |
| |                                    |  |  |  |  |  |  |  |  |  |  |  |  |  |  |  |
| |                                    |  |  |  |  |  |  |  |  |  |  |  |  |  |  |  |
| | 4. Álmos «el Ciego»                |  |  |  |  |  |  |  |  |  |  |  |  |  |  |  |
| |                                    |  |  |  |  |  |  |  |  |  |  |  |  |  |  |  |
| |                                    |  |  |  |  |  |  |  |  |  |  |  |  |  |  |  |
| | 9. Sofía                           |  |  |  |  |  |  |  |  |  |  |  |  |  |  |  |
| |                                    |  |  |  |  |  |  |  |  |  |  |  |  |  |  |  |
| |                                    |  |  |  |  |  |  |  |  |  |  |  |  |  |  |  |
| | 2. Bela II de Hungría              |  |  |  |  |  |  |  |  |  |  |  |  |  |  |  |
| |                                    |  |  |  |  |  |  |  |  |  |  |  |  |  |  |  |
| |                                    |  |  |  |  |  |  |  |  |  |  |  |  |  |  |  |
| | 20. Iziaslav I de Kiev             |  |  |  |  |  |  |  |  |  |  |  |  |  |  |  |
| |                                    |  |  |  |  |  |  |  |  |  |  |  |  |  |  |  |
| |                                    |  |  |  |  |  |  |  |  |  |  |  |  |  |  |  |
| | 10. Sviatopolk II de Kiev          |  |  |  |  |  |  |  |  |  |  |  |  |  |  |  |
| |                                    |  |  |  |  |  |  |  |  |  |  |  |  |  |  |  |
| |                                    |  |  |  |  |  |  |  |  |  |  |  |  |  |  |  |
| | 5. Predslava de Kiev               |  |  |  |  |  |  |  |  |  |  |  |  |  |  |  |
| |                                    |  |  |  |  |  |  |  |  |  |  |  |  |  |  |  |
| |                                    |  |  |  |  |  |  |  |  |  |  |  |  |  |  |  |
| | 1. Geza II de Hungría              |  |  |  |  |  |  |  |  |  |  |  |  |  |  |  |
| |                                    |  |  |  |  |  |  |  |  |  |  |  |  |  |  |  |
| |                                    |  |  |  |  |  |  |  |  |  |  |  |  |  |  |  |
| | 12. Marco Vucanović                |  |  |  |  |  |  |  |  |  |  |  |  |  |  |  |
| |                                    |  |  |  |  |  |  |  |  |  |  |  |  |  |  |  |
| |                                    |  |  |  |  |  |  |  |  |  |  |  |  |  |  |  |
| | 6. Uroš I de Serbia                |  |  |  |  |  |  |  |  |  |  |  |  |  |  |  |
| |                                    |  |  |  |  |  |  |  |  |  |  |  |  |  |  |  |
| |                                    |  |  |  |  |  |  |  |  |  |  |  |  |  |  |  |
| | 3. Helena de Rascia                |  |  |  |  |  |  |  |  |  |  |  |  |  |  |  |
| |                                    |  |  |  |  |  |  |  |  |  |  |  |  |  |  |  |
| |                                    |  |  |  |  |  |  |  |  |  |  |  |  |  |  |  |
| | 14. Constantino Diógenes           |  |  |  |  |  |  |  |  |  |  |  |  |  |  |  |
| |                                    |  |  |  |  |  |  |  |  |  |  |  |  |  |  |  |
| |                                    |  |  |  |  |  |  |  |  |  |  |  |  |  |  |  |
| | 7. Anna Diogenisa                  |  |  |  |  |  |  |  |  |  |  |  |  |  |  |  |
| |                                    |  |  |  |  |  |  |  |  |  |  |  |  |  |  |  |
| |                                    |  |  |  |  |  |  |  |  |  |  |  |  |  |  |  |
| | 15. Teodora Comnena                |  |  |  |  |  |  |  |  |  |  |  |  |  |  |  |
| |                                    |  |  |  |  |  |  |  |  |  |  |  |  |  |  |  |
| |                                    |  |  |  |  |  |  |  |  |  |  |  |  |  |  |  |